# Michael Powell (político)
Michael Kevin Powell (Birmingham, 23 de março de 1963) é um político republicano norte-americano. Ele foi nomeado para a Comissão Federal de Comunicações pelo presidente Bill Clinton em 3 de novembro de 1997. O presidente George W. Bush designou-o presidente da comissão em 22 de janeiro de 2001. Powell é filho do ex-secretário de Estado Colin Powell.